# Article 17 de la Charte canadienne des droits et libertés
L'article 17 de la Charte canadienne des droits et libertés est un des articles de la Charte des droits de la Constitution du Canada qui établit des droits relatifs aux deux langues officielles du Canada, l'anglais et le français. Bien le droit d'utiliser l'une ou l'autre des deux langues à l'intérieur du Parlement du Canada était déjà présent à l'article 133 de la Loi constitutionnelle de 1867, l'article 17 garantit également le droit d'utiliser l'une ou l'autre des langues à l'Assemblée législative du Nouveau-Brunswick, la seule province officiellement bilingue sous l'article 16 de la Charte.

## Texte
« 17. (1) Chacun a le droit d'employer le français ou l'anglais dans les débats et travaux du Parlement.

(2) Chacun a le droit d'employer le français ou l'anglais dans les débats et travaux de la Législature du Nouveau-Brunswick. »

— Article 17 de la Charte canadienne des droits et libertés

## Application
Comme il fut noté dans la décision de la Cour suprême du Canada dans l'affaire New Brunswick Broadcasting Co. c. Nouvelle-Écosse en 1993, l'article 17 s'applique normalement au « Parlement ». Cette formulation est une anomalie parce que d'un point de vue technique, le Parlement n'est qu'une institution qui édicte des lois. Les droits garantis à l'article 17 ne protègent pas contre les lois du Parlement, mais s'appliquent plutôt aux débats qui ont lieu au sein des institutions parlementaires, c'est-à-dire la Chambre des communes du Canada et le Sénat du Canada.
Cet article, comme il s'applique au Parlement, inclut aussi les comités parlementaires ; ainsi, tout témoin comparaissant devant un comité a le droit de s'exprimer en anglais ou en français.
L'article étend également ces droits constitutionnels au Nouveau-Brunswick. Toutefois, des droits juridiques semblables étaient déjà en place au Nouveau-Brunswick avant l'entrée en vigueur de la Charte ; ces droits se trouvaient dans la Loi sur les langues officielles du Nouveau-Brunswick. L'article 17 a donc enchâssé ces droits dans la constitution.

## Interprétation
Dans l'affaire Société des Acadiens c. Association of Parents dont fut saisie la Cour suprême en 1986, le juge Jean Beetz a jugé que l'article 17 était tellement semblable à l'article 133 de la Loi constitutionnelle de 1867 (l'article 17 fut d'ailleurs inspiré par l'article 133) que l'article 17 ne représenterait aucun changement aux droits garantis par l'article 133. Donc, la jurisprudence relative à l'article 133 influencerait la jurisprudence relative à l'article 17. La juge Bertha Wilson, commentant le parallèle entre l'article 17 et l'article 133, a également affirmé que l'article 17 représentait simplement la « continuité constitutionnelle ». Toutefois, elle a reconnu que l'exemption de l'article 17 de la disposition de dérogation et le fait que les droits linguistiques du Canada sont uniquement modifiables à l'unanimité des provinces et du gouvernement fédéral (en vertu des procédures de modification) révèlent que les droits linguistiques sont « une réaction aux particularités historiques du Canada. » De toute façon, Beetz a jugé qu'au Parlement, bien que l'article 17 garantit le droit d'un individu d'utiliser soit l'anglais ou le français selon sa préférence, ceci n'inclut pas une garantit du droit à la traduction des paroles de l'individu pour qu'elles soient comprises par tous ; ce même raisonnement a également été appliqué à l'article 133.
Ce raisonnement relativement à l'article 133 a fait une apparition dans l'affaire de la Cour suprême MacDonald c. Ville de Montréal (1986). Dans ce jugement, la Cour a cité l'arrêt Jones c. Procureur général du Nouveau-Brunswick (1975), qui a jugé que l'article 133 n'établissait pas réellement un bilinguisme officiel au Canada. Bien que le bilinguisme au sein des corps législatifs peut permettre à certains membres de se comprendre entre eux s'ils connaissent la langue utilisée, cela n'était aucunement garantit. De plus, les tribunaux doivent interpréter ces droits de façon conservatrice puisqu'il s'agit d'une question politique. Selon MacDonald, la présence d'interprètes au Parlement n'est donc pas obligatoire en vertu de l'article 133, puisqu'il n'y a aucune garantie que tous seront en mesure de comprendre un député lorsqu'il choisit de parler en anglais ou en français. Ces droits sont donc des droits négatifs uniquement. Un exemple d'action inconstitutionnelle serait que le Parlement ou une législature oblige une personne de quitter pour avoir utilisé l'anglais ou le français.

## Source
- (en) Cet article est partiellement ou en totalité issu de l’article de Wikipédia en anglais intitulé « Section Seventeen of the Canadian Charter of Rights and Freedoms » (voir la liste des auteurs).